# Ralph Watrous
Ralph Collingwood Watrous (* 19. Juli 1866; † 1. November 1939) war ein US-amerikanischer Politiker. Zwischen 1908 und 1909 war er Vizegouverneur des Bundesstaates Rhode Island.

## Werdegang
Über die Jugend und Schulausbildung von Ralph Watrous ist nichts überliefert. Auch über seinen Werdegang jenseits der Politik gibt es in den Quellen keine Angaben. Er lebte zumindest zeitweise in Warwick und war Mitglied der Republikanischen Partei. Im Jahr 1907 wurde er mit sehr knappem Vorsprung an der Seite von James H. Higgins zum Vizegouverneur von Rhode Island gewählt. Dieses Amt bekleidete er zwischen 1908 und 1909. Dabei war er Stellvertreter des Gouverneurs und Vorsitzender des Staatssenats. Nach seiner Zeit als Vizegouverneur ist er politisch nicht mehr in Erscheinung getreten. Er starb am 1. November 1939. Watrous war seit 1892 mit Susan A. Aldrich (1870–1947) verheiratet.